# Tárátadó stílus
A tárátadó stílus egy programozási módszer, amit változó állapot nélkül változó állapot modellezésére használnak.
Példaként tekintsük ezt a JavaScript programot, ami nem tárátadó stílusban készült:
```
var
 
lastWasA
 
=
 
false

// a treebin represents a binary tree of strings.

// a treebin is either

// - a string, or

// - {l : <treebin>, r: <treebin>}

// does an in-order traversal of this tree's

// leaves contain an 'a' followed by a 'b'?

function
 
aThenB
(
treebin
)
 
{

  
if
 
(
typeof
(
treebin
)
 
===
 
"string"
)
 
{

    
if
 
(
treebin
 
===
 
"a"
)
 
{

      
lastWasA
 
=
 
true
;

      
return
 
false
;

    
}
 
else
 
if
 
(
treebin
 
===
 
"b"
)
 
{

      
if
 
(
lastWasA
)
 
{

        
return
 
true
;

      
}

    
}
 
else
 
{

      
return
 
false
;

    
}

  
}
 
else
 
{
 
// not a string, must be an internal node:

    
return
 
((
aThenB
(
treebin
.
l
))
||
(
aThenB
(
treebin
.
r
)));

  
}

}

```

Ez hivatkozást tartalmaz egy globális változóra. Tárátadó stílusban a globális változó értéke minden hívásban átadódik, amit a következő hívás átvesz. Ez úgy nézhet ki, mint:
```
function
 
aThenB
(
treebin
,
 
lastWasA
)
 
{

  
if
 
(
typeof
(
treebin
)
 
===
 
"string"
)
 
{

    
if
 
(
treebin
 
===
 
"a"
)
 
{

      
return
 
{
result
:
 
false
,
 
lastWasA
:
 
true
};

    
}
 
else
 
if
 
(
treebin
 
===
 
"b"
)
 
{

      
if
 
(
lastWasA
)
 
{

        
return
 
{
result
:
 
true
,
 
lastWasA
:
 
false
};

      
}

    
}
 
else
 
{

      
return
 
{
result
:
 
false
,
 
lastWasA
:
 
false
};

    
}

  
}
 
else
 
{
 
// not a string, must be an internal node:

    
var
 
leftCall
 
=
 
aThenB
(
treebin
.
l
,
 
lastWasA
);

    
if
 
(
leftCall
.
result
)
 
{

      
return
 
{
result
:
 
true
,
 
lastWasA
:
 
false
}

    
}
 
else
 
{

      
return
 
aThenB
(
treebin
.
r
,
 
leftCall
.
lastWasA
);

    
}

  
}

}

```

Jegyezzük meg, hogy minden hívás átvesz egy extra argumentumot, és két értéket ad vissza: a valódi visszatérési értéket, és a korábbi változó új állapotát. 
Tárátadó stílusban írni nehézkes lehet, de segíthet kiküszöbölni versenyhelyzeteket azzal, hogy az állapot csak két függvényhívás között létezik, így a kód potenciálisan jobban párhuzamosítható. 

## Fordítás
Ez a szócikk részben vagy egészben  a   Store-passing style című angol Wikipédia-szócikk fordításán alapul.  Az eredeti cikk szerkesztőit annak laptörténete sorolja fel. Ez a jelzés csupán a megfogalmazás eredetét és a szerzői jogokat jelzi, nem szolgál a cikkben szereplő információk forrásmegjelöléseként.